# Parc naturel de la Sierra de Aracena et des pics d'Aroche
Le parc naturel de la Sierra de Aracena et des pics d'Aroche est un espace naturel protégé situé au nord de la province espagnole de Huelva, en Andalousie. Il s'étend sur 186 000 hectares, répartis sur le territoire de 28 communes. De par sa superficie, il constitue le deuxième parc naturel d'Andalousie.

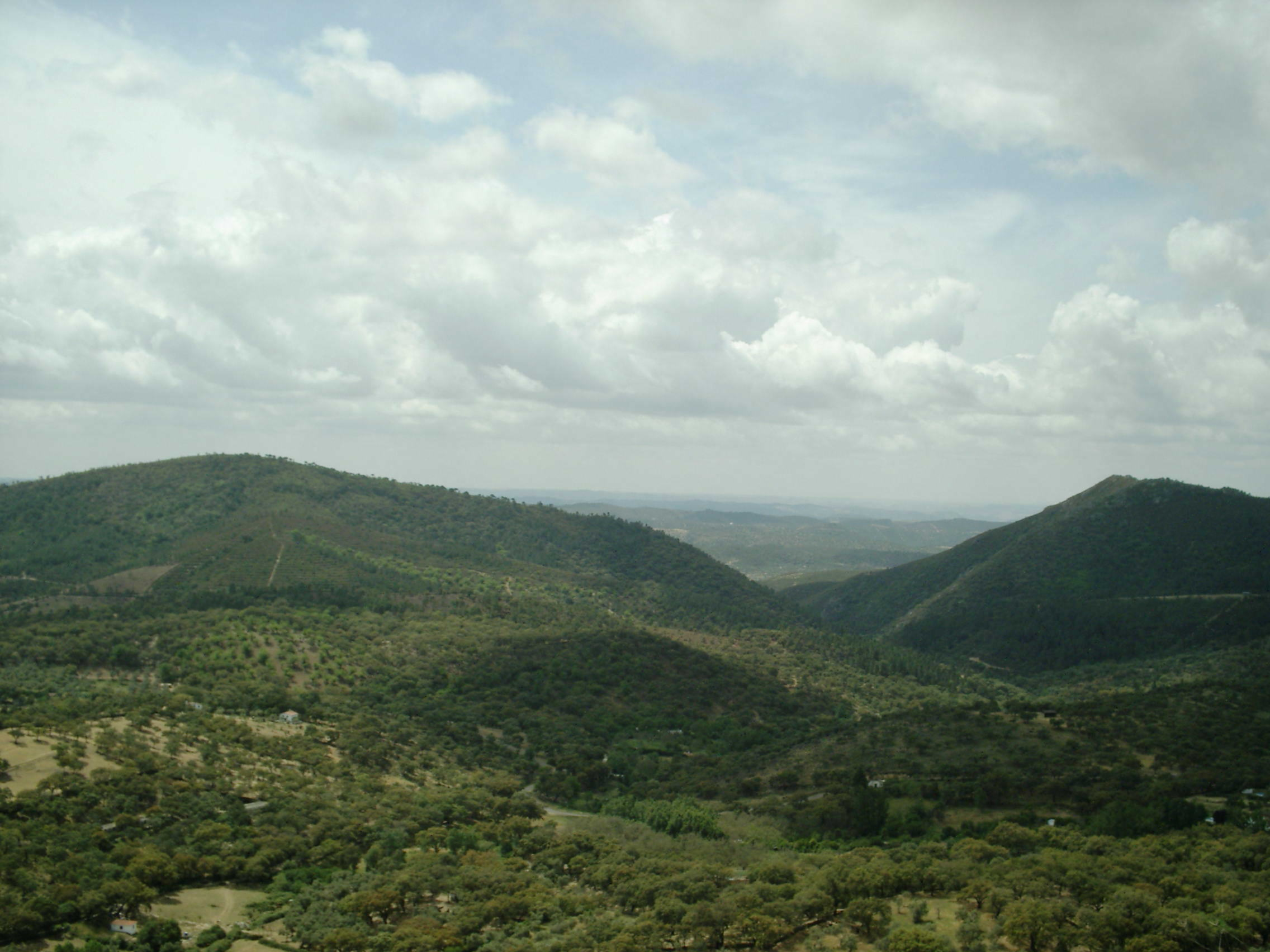
Vue de la Sierra de Aracena.

## Géologie
Le parc se situe à l'extrémité occidentale de la sierra Morena. Il est parcouru par deux massifs montagneux parallèles de moyenne altitude. Ces deux chaînes sont séparées par une dépression centrale, occupée par les vallées du Múrtigas et de la Rivera de Huelva, affluents du Guadiana et du Guadalquivir. Les terrains sont constitués essentiellement d'ardoise et de quartzite ; toutefois quelques strates calcaires ponctuent le relief et ont permis la formation de grottes.

## Climat et hydrologie
La disposition des chaînes montagneuses qui forment la région bloque les masses d'air en provenance de l'Atlantique. Cette caractéristique provoque une très forte pluviométrie.
Le parc s'étend sur le périmètre de trois bassins fluviaux : celui du Guadalquivir, celui du Guadiana et celui de l'Odiel . Le système hydrologique de la sierra, alimenté par des précipitations moyennes de 800 à 1000 mm par an, joue le rôle de principal fournisseur d'eau de toute la province. Les températures correspondant à celles d'un climat méditerranéen tempéré

## Géographie
On distingue quatre grandes zones géographiques et paysagères dans le parc. Au sud, la Sierra verde, calcaire, constitue la région la plus élevée et la plus froide du parc : le point culminant du parc, le Cerro del Castaño (962 m.) s'y trouve.
À l'ouest, le territoire de Las Contiendas est le moins peuplé du parc. Il représente un trait d'union ethno-géographique entre la Meseta et la sierra de Aracena. Au nord, la sierra est tout aussi dépeuplée, mais présente un relief plus accidenté, parcouru par des vallées encaissées où s'écoulent de nombreux cours d'eau. L'élevage y prospère.
La zone orientale est celle qui présente le relief le plus suave. C'est également l'espace le mieux exploité : la facilité du relief a permis l'aménagement de vastes prairies, mises à profit pour de multiples activités agricoles.

## Faune et flore

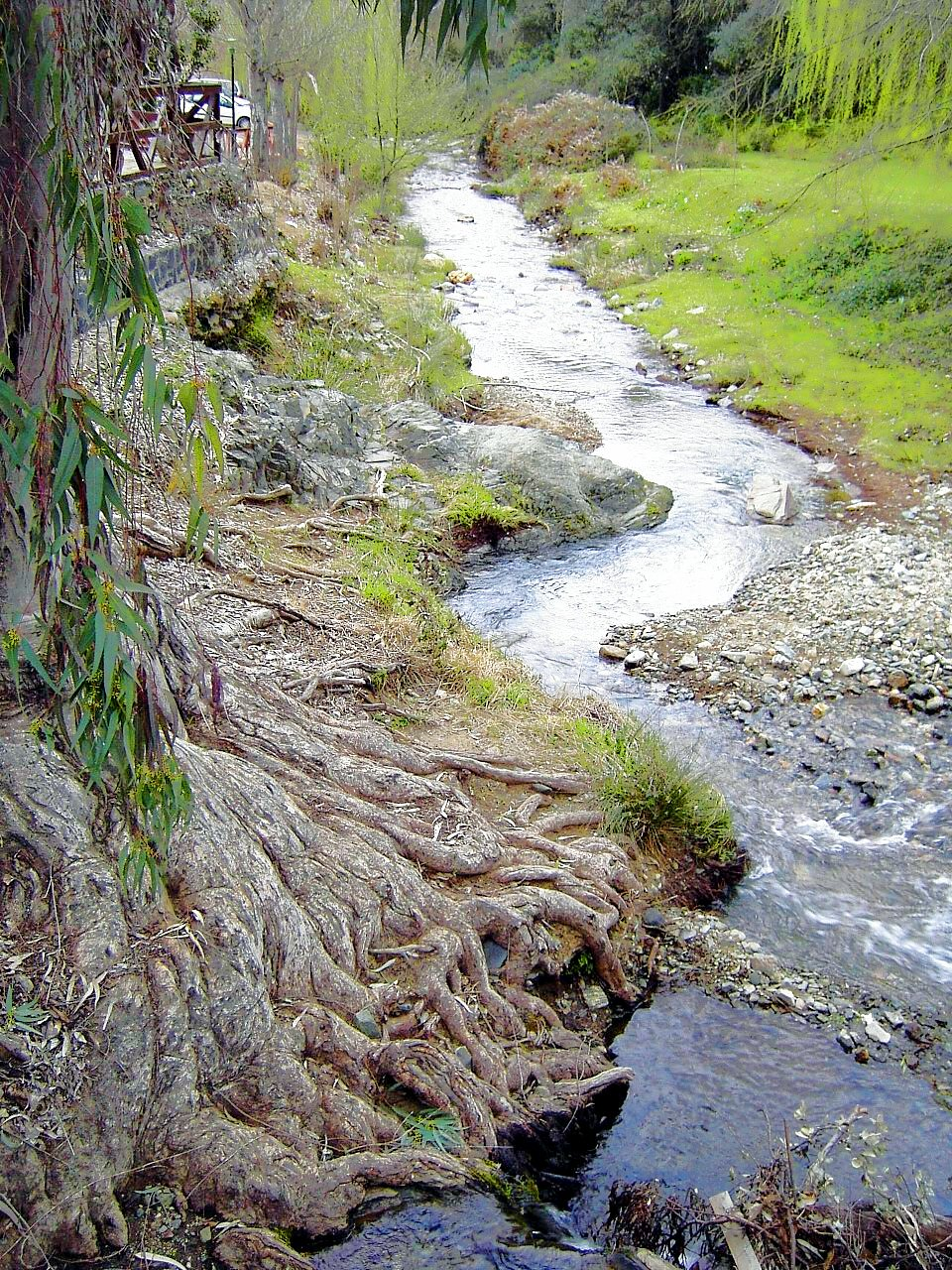
La sierra de Aracena à Alajar.

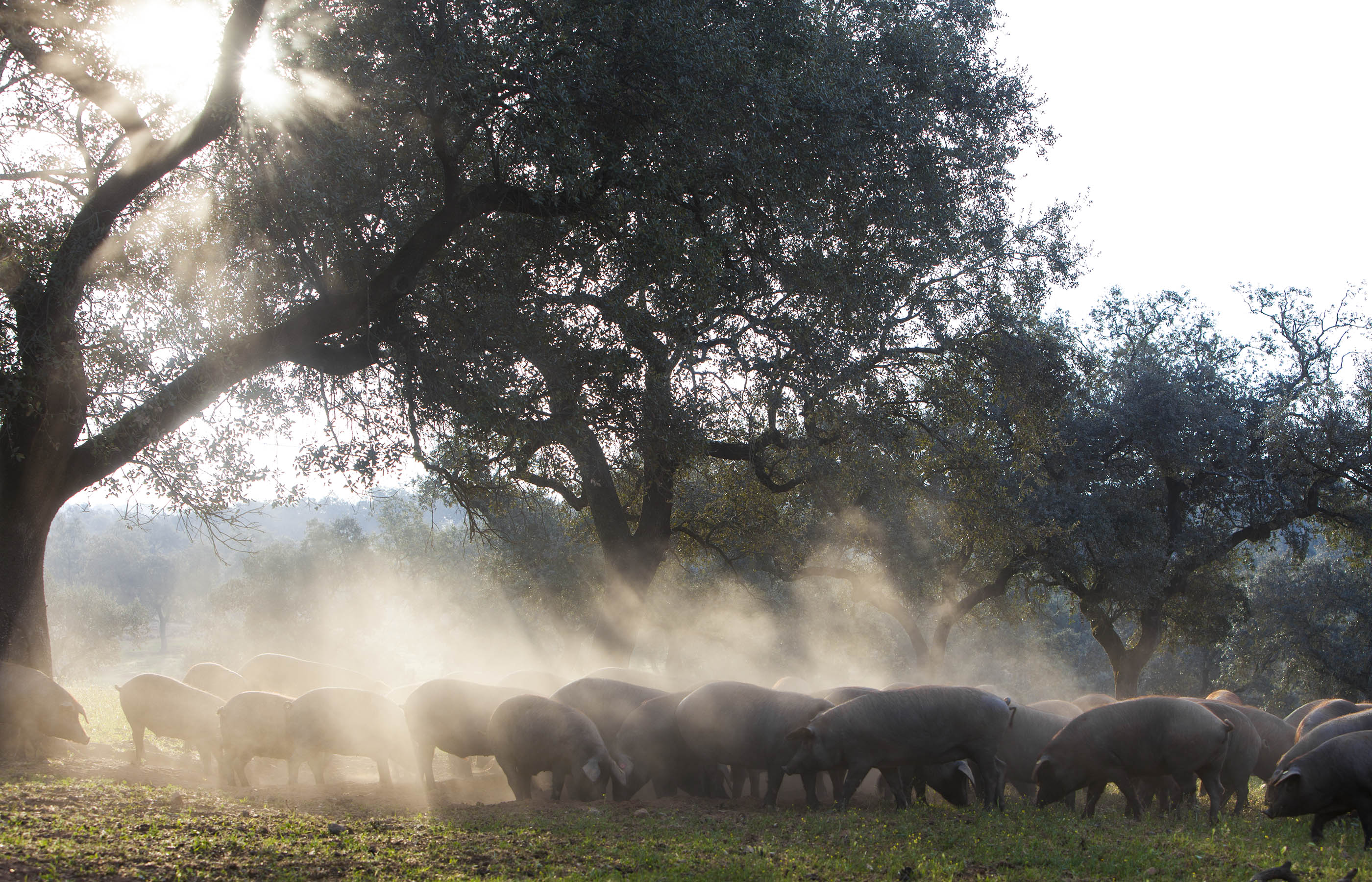
Faune et flore dans le parc naturel de la Sierra de Aracena et des pics d'Aroche. Mars 2012.

En raison de son orientation, la sierra bénéficie d'un régime pluviométrique favorable. La végétation y prospère, caractérisée par la présence abondante de chênes verts, de chênes-lièges, de chênes du Portugal et de châtaigniers, importés par les Romains. De la forêt originelle subsistent le peuplier noir, le pin noir, le pin parasol ou encore l'eucalyptus. L'aulne, le saule et le frêne ont colonisé les rivages des cours d'eau, parvenant à créer de véritables forêts galeries. Dans la partie sud, les noyers, cerisiers, pommiers et poiriers viennent compléter cette palette. Cette variété et cette abondance en font l'une des zones forestières les mieux conservées du bassin méditerranéen.
Différentes espèces animales ont trouvé dans cet environnement un milieu de vie adéquat. On recense dans le parc de nombreux mammifères tels que la loutre, le putois, la fouine, le rat des pharaons, le chat sauvage ou encore le lynx d'Espagne. Un certain nombre de rapaces évoluent sur l'aire du parc, dont l'aigle royal, le vautour fauve, le vautour moine et la cigogne noire.
La sierra est également mise à profit depuis des siècles pour l'élevage d'ovins, de caprins et l'exploitation des chênes-lièges et des châtaigniers. La présence de nombreux chênes a permis le développement de l'élevage extensif de porcs ibériques, dont on tire les jambons ibériques de Jabugo, mondialement reconnus. L'homme a donc modifié la physionomie du paysage où les forêts alternent avec de vastes prairies (les dehesas) boisées et délimitées par des murs de pierre sèche.

## Histoire

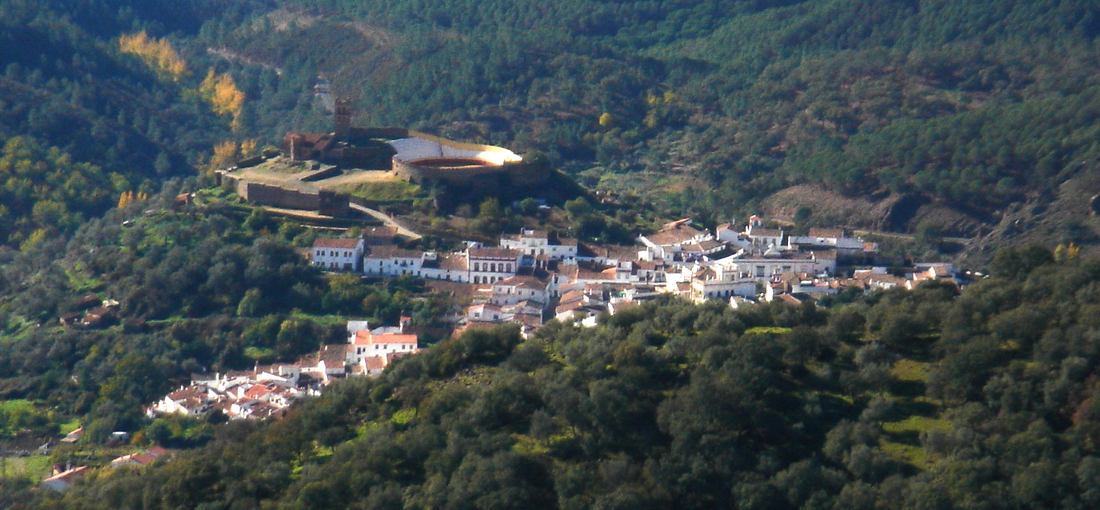
Almonaster la Real

La zone a été peuplée très tôt dans l'Histoire. Des dolmens et menhirs à Aroche attestent d'une présence humaine précoce, tandis que des indices d'exploitation minière ont été découverts à Aroche, à proximité des mines de Ríotinto. 
Les Romains commencèrent à exploiter la forêt en important diverses espèces végétales. À la suite de la conquête musulmane de l'Hispanie, les Maures s'installent dans la région, comme en témoignent encore de nombreux monuments, dont la petite mosquée d'Almonaster la Real, d'époque califale.
À l'arrivée des chrétiens dans la région au cours de la Reconquista, la sierra de Aracena devient un lieu de conflits entre Portugais et Castillans. Plus tard, le chapelain du roi Philippe II, Benito Arias Montano, vient s'y retirer.
Depuis lors, la région a poursuivi son développement lent, tourné vers les activités traditionnelles de l'élevage, de la chasse. Le tourisme est, depuis quelques années, devenu une des principales ressources économiques.